# 1933 au Manitoba
Chronologie du Manitoba
- 1929
- 1930
- 1931
- 1932
- 1933
- 1934
- 1935
- 1936
- 1937

Cette page concerne des événements survenus en 1933 dans la province canadienne du Manitoba.

## Politique
- Premier ministre : John Bracken
- Chef de l'Opposition :
- Lieutenant-gouverneur : James Duncan McGregor
- Législature :

## Naissances
- 15 octobre : Leonard S. Peikoff (né à Winnipeg)[1], philosophe objectiviste proche d'Ayn Rand. Ancien professeur de philosophie et animateur radio, il est le fondateur de l'Ayn Rand Institute, et l'héritier légal de la propriété et des biens d'Ayn Rand[2].